# Но-сюр-Сен
Но-сюр-Сен (фр. Nod-sur-Seine) — коммуна во Франции, находится в регионе Бургундия. Департамент коммуны — Кот-д’Ор. Входит в состав кантона Шатийон-сюр-Сен. Округ коммуны — Монбар.
Код INSEE коммуны — 21455.

## Население
Население коммуны на 2010 год составляло 248 человек.
| 1962 | 1968 | 1975 | 1982 | 1990 | 1999 | 2010 |
| ---- | ---- | ---- | ---- | ---- | ---- | ---- |
| 261  | 252  | 183  | 199  | 212  | 257  | 248  |

## Экономика
В 2010 году среди 168 человек трудоспособного возраста (15—64 лет) 127 были экономически активными, 41 — неактивными (показатель активности — 75,6 %, в 1999 году было 73,8 %). Из 127 активных жителей работали 111 человек (65 мужчин и 46 женщин), безработных было 16 (8 мужчин и 8 женщин). Среди 41 неактивных 18 человек были учениками или студентами, 12 — пенсионерами, 11 были неактивными по другим причинам.